# Neobisium gaditanum
Neobisium gaditanum es una especie de arácnido del orden Pseudoscorpionida de la familia Neobisiidae.

## Distribución geográfica
Es endémico de la Sima del Cacao, provincia de Cádiz (España).